# Заслужений рятувальник Республіки Білорусь
«Заслужений рятувальник Республіки Білорусь» — почесне звання.

## Порядок присвоєння
Присвоєння почесних звань Республіки Білорусь здійснює Президент Республіки Білорусь. Рішення щодо присвоєння 
державних нагород оформляються указами Президента Республіки Білорусь. Державні нагороди,в тому числі
почесні звання, вручає Президент Республіки Білорусь або інші службовці за його вказівкою. Присвоєння почесних 
звань РБ відбувається в урочистій атмосфері. Державна нагорода РБ вручається нагородженому особисто. У випадку
присвоєння почесного звання РБ з вручення державної нагороди видається посвідчення.
Особам, удостоєних почесних звань РБ, вручають нагрудний знак.
Почесне звання «Заслужений рятувальник Республіки Білорусь» присвоюється працівникам особового та керівного складу органів і підрозділів по надзвичайних ситуаціях, працівникам аварійно-рятувальних служб, які перебувають на службі в органах та підрозділах з надзвичайних ситуацій п'ятнадцять і більше років у календарному перерахунку, або які працюють в аварійно-рятувальних службах п'ятнадцять і більше років у календарному перерахунку, за заслуги у відверненні та ліквідації надзвичайних ситуацій природного і техногенного характеру, високі результати, досягнуті в професійній підготовці, відпрацювання та засвоєння нових видів аварійно-рятувальної техніки, засобів і способів охорони від надзвичайних ситуацій, за самовіддані дії, пов'язані з виконанням службових обов'язків, активну участь у підготовці та вихованні кадрів.